# العزيمة (قرية)
قرية العزيمة هي إحدى القرى التابعة لمركز بدر في محافظة البحيرة في جمهورية مصر العربية. حسب إحصاءات سنة 2006، بلغ إجمالي السكان في العزيمة 4291 نسمة، منهم 2263 رجل و2028 امرأة.